# Australanius delicatulus
Australanius delicatulus är en skalbaggsart som beskrevs av Yves Gomy 2009. Australanius delicatulus ingår i släktet Australanius och familjen stumpbaggar. Inga underarter finns listade i Catalogue of Life.